# Заря (Пятихатский район)
Заря (укр. Зоря) — посёлок,
Зорянский сельский совет,
Пятихатский район,
Днепропетровская область,
Украина.
До 2016 года посёлок носил название Заря Коммунизма .
Код КОАТУУ — 1224581701. Население по переписи 2001 года составляло 939 человек .
Является административным центром Зорянского сельского совета, в который, кроме того, входят сёла
Зелёный Луг,
Касиновка,
Осыковатое,
Петровка и
посёлок Авангард,

## Географическое положение
Посёлок Заря примыкает к городу Пятихатки.
По посёлку протекает пересыхающий ручей.
Рядом проходят автомобильная дорога М-04 (E 50) и
железная дорога, станция Пятихатки в 2-х км.

## История
- С 1897 года по 1917 год на землях нынешнего посёлка Заря был хутор помещиков братьев Малойвановых.
- В 1923 году земли посёлка нынешнего посёлка Заря было передано Эрастовской опытной станции.
- В 1927 году часть земель Эрастовской опытной станции были выделены для отдельной семенной станции «Заря Коммунизма» и именно в это время и был основан посёлок Заря Коммунизма.

## Объекты социальной сферы
- Школа.
- Детский сад.
- Амбулатория.
- Дом культуры.